# ГЕС Маунт-Коффі
ГЕС Маунт-Коффі — гідроелектростанція у Ліберії, станом на середину 2010-х років найпотужніша ГЕС в історії країни. Розташована за 25 км на північний схід від столиці країни Монровії на річці Сент-Пол (Saint Paul), яка перетинає Ліберію від кордону з Гвінеєю до впадіння в Атлантичний океан біля щойно зазначеного міста. У випадку реалізації існуючих планів (станції SP-1B та SP-2) на Сент-Пол може бути створений каскад.
В районі ГЕС річка, що тече у південно-західному напрямку, робить невеликий вигин на північний захід. Русло на початку вигину перекрили бетонною спорудою із 10 водопропускних шлюзів, обабіч якої розташовані земляні ділянки греблі. Це дозволило створити на лівобережжі Сент-Пол водосховище, яке у своєму південно-західному куті знову зближується з руслом річки, що завершує свою петлю. В цьому місці розташована бічна гребля (forebay dam), біля підніжжя якої знаходиться машинний зал. Від останнього відпрацьована вода по відвідному каналу довжиною 820 метрів повертається назад до річки.
Спорудження станції почалось у 1963-му, а за три роки стала до ладу перша чергу із двох турбін типу Френсіс потужністю по 15 МВт. В 1973-му запустили ще дві турбіни по 17 МВт, а загальна потужність станції досягла 64 МВт. Втім, під час сухого сезону фактичний показник падав до 5 МВт.
У 1990 році під час громадянської війни околиці ГЕС захопили повстанці. Жодна з сторін не здійснювала спрямованих на пошкодження об'єкту заходів, проте в умовах бойових дій персонал полишив станцію. Як наслідок, ніхто не зміг відкрити водопропускні шлюзи, що призвело до переповнювання водосховища. На дванадцятий день вода почала переливатись через бічну греблю біля машинного залу, що в підсумку призвело до її руйнації протягом 180 метрів та пошкодженню основного обладнання під час затоплення залу.  
За відновлення ГЕС взялись на початку 2010-х. Проектом зокрема передбачалось збільшення розміру водосховища, об'єм якого не відповідав припливам річки. Для цього греблю наростили на 2 метри до рівня 33,4 метра НРМ, що давало збільшення максимального об'єму водосховища з 52 до 80 млн м3. Гідроагрегати підлягали відновленню з використанням окремих елементів наявних турбін, при цьому потужність кожного за рахунок збільшення витрат води та напору зростає до 22 МВт.
Першу модернізовану турбіну запустили у грудні 2016-го, а в травні наступного року відбулась тестова синхронізація з мережею всіх чотирьох гідроагрегатів.
Видача продукції відбуватиметься до Монровії по двох ЛЕП, розрахованих на напругу 66 та 132 кВ.
Вартість проекту відновлення та модернізації складає 230 млн доларів США.